# Dolby Surround

Zeichen für Dolby Surround auf DVD-Hüllen

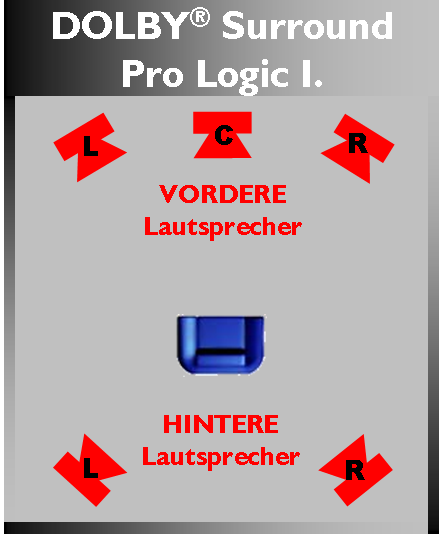
Schematische Darstellung von DOLBY(R) Surround Pro Logic I

Dolby Surround ist ein analoges Mehrkanal-Tonsystem im Heimbereich, das mit Hilfe einer Matrixkodierung vier Tonkanäle in zwei Tonspuren unterbringt. Beim Abspielen werden aus den zwei Kanälen wieder vier Kanäle dekodiert. Dolby Surround ist technisch verwandt mit dem im Kino benutzten Dolby Stereo.
Das Verfahren Dolby Surround wurde von Dolby Laboratories Inc. entwickelt und lizenziert. 

## Aufbau
Eine Dolby-Surround-Anlage besteht aus einem Verstärker mit Dekoder und Lautsprechern für: Front links, Front rechts, Mittensignal (Center) und einem Raumklangkanal, letzterer wird oft mit zwei Lautsprechern betrieben, die aber dasselbe Signal erhalten. Ein LFE-Kanal (Subwoofer) ist nicht direkt vorgesehen, wird jedoch bei gebräuchlichen Wiedergabeanlagen aus dem vorhandenen Signal mittels einer Frequenzweiche (Tiefpass) generiert.
Der mittlere Kanal (Center genannt, im Kino hinter der Leinwand angebracht) wird aus denjenigen Signalanteilen erkannt, die auf beiden Kanälen phasenkohärent vertreten sind, während der Effekt-Kanal (Surround/Rear) mittels einer Phasenverschiebung von 180° kodiert ist und so vom Dekoder erkannt werden kann. Zusätzlich ist der Raumklangkanal nur in einem begrenzten Frequenzbereich nutzbar, um Verfremdungen der Signalübertragung in höherfrequenten Bereichen zu vermeiden. Alle nicht korrelierten Anteile werden über eine von Dolby Laboratories entwickelte sogenannte „adaptive Matrix“ entweder dem linken, dem rechten oder dem Effektkanal bei der Dekodierung zugeordnet. Die adaptive Matrix hat die Aufgabe, aus dem Stereosignal eine Richtungspräferenz zu erkennen und nachzusteuern. Eine saubere Kanaltrennung ist prinzipbedingt nicht möglich und wird nur simuliert.

## Kompatibilität
Dolby Surround ist abwärtskompatibel zu Stereo, d. h. man kann ein Dolby-Surround-Signal problemlos auf jedem Stereo-Gerät wiedergeben. Ein gewisser Raumklangeffekt stellt sich dabei durch die Phasenverschiebung von selbst ein, das Raumklangsignal scheint teilweise von hinten zu kommen, auch wenn dort gar kein Lautsprecher steht (man spricht hier von Überbreite des Stereo-Signals). Im Fall einer Mono-Wiedergabe löscht sich das Raumklangsignal selbst aus. Das Matrixsignal ist auch nach klanglicher Bearbeitung, beispielsweise einem Equalizer, noch dekodierbar. 

## Entwicklung
Dolby Surround hat im digitalen Videobereich an Bedeutung verloren, durch Speichermedien wie DVD haben digitale, kanaldiskrete Formate wie Dolby Digital und DTS die analogen Formate teilweise verdrängt. Auf VHS-Kassetten und vor allem auf Audio-CDs, wo systembedingt Dolby Digital und DTS nicht zum Einsatz kommen können, wird Dolby Surround dagegen heute noch viel genutzt. Das gewichtigste Argument für die Nutzung ist die Abwärtskompatibilität zu allen bestehenden Stereo- und sogar Mono-Wiedergabesystemen, während Dolby Digital oder DTS eigene Dekoder benötigen.
Das verbesserte Matrix-Verfahren Dolby Surround Prologic wurde weiterentwickelt. Mit Dolby Prologic II gibt es heute in vielen Heimkino-Verstärkern eine Betriebsart, in der die spezifischen Nachteile des alten Surround Prologic überwunden werden sollen: Etwa wird dort ein nicht bandbeschränktes, stereophones Rear-Signal erzeugt, ebenso kann die Wirkung des Center-Filters justiert werden.